# Steven Hauschka
Pour les articles homonymes, voir Hauschka (homonymie).
(en) Statistiques sur pro-football-reference
Stephen Theodore Hauschka, dit Steven Hauschka, né le 29 juin 1985 à Needham, est un joueur américain de football américain qui a évolué au poste de kicker en National Football League (NFL) pendant treize saisons.
Il a joué aux Ravens de Baltimore (2008–2009), aux Falcons d'Atlanta (2009), aux Broncos de Denver (2010) aux Seahawks de Seattle (2011-2016), aux Bills de Buffalo (2017-2019) et aux Jaguars de Jacksonville (2020).

## Jeunesse
Stephen Hauschka a grandi à Needham, dans le Massachusetts, où il a fait partie de l'équipe de football des Rockets de la Needham High School, de l'équipe de basket-ball et de l'équipe de la crosse. Il a également joué du trombone dans le groupe de concert NHS et le groupe de jazz NHS. Il ne jouait pas au football américain pour les Rockets, même s'il deviendra un kicker gagnant de la NFL.

## Carrière professionnelle
Un jour après avoir été libéré par les Broncos de Denver, Hauschka est réclamé au ballottage par les Seahawks de Seattle le 4 septembre 2011.
Le 17 mars 2014, il signe une prolongation de contrat de trois ans d'un montant de 9,1 millions de dollars avec les Seahawks de Seattle.
Le 9 mars 2017, Hauschka signe un contrat de quatre ans avec les Bills de Buffalo.
Le 28 août 2019, il signe une prolongation de contrat de deux ans d'un montant de 8 millions de dollars avec les Bills.
Il est libéré par les Bills le 27 août 2020 peu avant le début de la saison régulière 2020 après la sélection de Tyler Bass dans la draft 2020 de la NFL.
Le 28 septembre 2020, Hauschka est engagé par les Jaguars de Jacksonville. Il est libéré le 12 octobre 2020, un jour après avoir raté ses deux tentatives de field goal pendant un match contre les Texans de Houston.
Il annonce prendre sa retraite du football américain professionnel le 4 décembre 2020.

## Statistiques
| Année  | Équipe   | MJ     |        | Field goals | Field goals | Field goals | Field goals |         | Extra Points | Extra Points | Extra Points |
| Année  | Équipe   | MJ     | Tentés | Réussis     | %           | Long        | Tentés      | Réussis | %            |              |              |
| 2008   | Ravens   | 8      | 2      | 1           | 50          | 54          |             |         |              |              |              |
| 2009   | Ravens   | 9      | 13     | 9           | 69,2        | 44          | 28          | 27      | 96,4         |              |              |
| 2010   | Broncos  | 4      | 7      | 6           | 85,7        | 46          | 10          | 10      | 100          |              |              |
| 2011   | Seahawks | 16     | 30     | 25          | 83,3        | 52          | 34          | 34      | 100          |              |              |
| 2012   | Seahawks | 16     | 27     | 24          | 88,9        | 52          | 48          | 46      | 95,8         |              |              |
| 2013   | Seahawks | 16     | 35     | 33          | 94,3        | 53          | 44          | 44      | 100          |              |              |
| 2014   | Seahawks | 16     | 37     | 31          | 83,8        | 58          | 41          | 41      | 100          |              |              |
| 2015   | Seahawks | 16     | 31     | 29          | 93,5        | 54          | 44          | 40      | 90,9         |              |              |
| 2016   | Seahawks | 16     | 37     | 33          | 89,2        | 53          | 35          | 29      | 82,9         |              |              |
| 2017   | Bills    | 16     | 33     | 29          | 87,9        | 56          | 29          | 29      | 100          |              |              |
| 2018   | Bills    | 16     | 28     | 22          | 78,6        | 54          | 26          | 25      | 96,2         |              |              |
| 2019   | Bills    | 16     | 28     | 22          | 78,6        | 51          | 32          | 30      | 93,8         |              |              |
| 2020   | Jaguars  | 1      | 0      | 2           | 0,0         | -           | 2           | 2       | 100,0        |              |              |
| Totaux | Totaux   | Totaux | 310    | 264         | 85,2        | 58          | 373         | 357     | 95,7         |              |              |

## Vie personnelle
En juin 2011, Hauschka épouse Lindsey Jones.